# Ochrochroma
Ochrochroma is een geslacht van vlinders van de familie spinners (Lasiocampidae).

## Soorten
- O. aurantiaca (Viette, 1962)
- O. cadoreli De Lajonquière, 1969
- O. nepos De Lajonquière, 1969
- O. opulenta De Lajonquière, 1969
- O. seyrigi De Lajonquière, 1969
- O. simplex (Aurivillius, 1909)